# Eresia drypetis
Eresia drypetis är en fjärilsart som beskrevs av Gonman och Osbert Salvin 1878. Eresia drypetis ingår i släktet Eresia och familjen praktfjärilar. Inga underarter finns listade i Catalogue of Life.